# Divisões administrativas em 1927
Nesta página encontrará referências aos acontecimentos directamente relacionados com a regiões administrativas ocorridos durante o ano de 1927.

## Eventos
- 1 de abril - Fundação da cidade São Lourenço, em Minas Gerais (Brasil).
- Em Portugal, elevação das Caldas da Rainha a cidade.